# NGC 2250
NGC 2250 is een open sterrenhoop in het sterrenbeeld Eenhoorn. Het hemelobject werd op 20 februari 1830 ontdekt door de Britse astronoom John Herschel.

## Synoniemen
- OCL 547